# Joseph Ruttenberg
Joseph Ruttenberg, A.S.C. (4 de julho de 1889 – 1 de maio de 1983), também conhecido como Joe Ruttenberg, foi um fotojornalista e diretor de fotografia norte-americano nascido na Rússia. Ruttenberg nasceu em São Petersburgo, na Rússia e faleceu em Los Angeles, nos Estados Unidos.

## Filmografia parcial
- The Painted Madonna (1917)
- The Blue Streak (1917)
- The Slave (1917)
- Wife Number Two (1917)
- The First Hundred Years (1938)
- The Great Waltz (1938)
- The Shopworn Angel (1938)
- On Borrowed Time (1939)
- Balalaika (1939)
- Because You're Mine (1952)
- Small Town Girl (1953)
- Bachelor in Paradise (1961)
- Who's Been Sleeping in My Bed? (1963)
- Harlow (1965)
- Sylvia (1965)
- Love Has Many Faces (1965)
- The Oscar (1966)
- Speedway (1968)